# I'll Fly for You
«I'll Fly for You» es una canción de la banda de pop inglesa Spandau Ballet, que fue incluida en su cuarto álbum de estudio Parade. Fue compuesta por el guitarrista Gary Kemp. Se publicó bajo la compañía Chrysalis Records el 13 de agosto de 1984 y su producción estuvo a cargo de Steve Jolley y Tony Swain.

## Recepción
Luego de su lanzamiento a mediados de 1984, «I'll Fly for You» tuvo un éxito inmediato en el continente europeo. En el Reino Unido, llegó a ocupar la posición número 9 en la UK Singles Chart el 25 de agosto del mismo año donde permaneció durante nueve semanas. En Italia también recibió muy buena acogida, alcanzando el puesto 6 y convirtiéndose en el primer sencillo de Spandau Ballet en entrar en el Top 10 italiano. En Irlanda y los Países Bajos, la canción ocupó las posiciones 10 y 28 respectivamente. Sin embargo, el éxito fue aún menor para algunos países de Oceanía como Nueva Zelanda y Australia, donde llegó a los puestos 35 y 38 de las listas.

## Significado de la letra
«Oh if there's nothing else that I can do,
I'll fly for You»
«Oh, si no hay nada más que pueda hacer, voy a volar hacia ti»
 I'll Fly for You (1984)

La letra presenta como una especie de declaración de amor.

## Video musical
El video musical presenta varias escenas que se van alternando: se puede ver al vocalista Tony Hadley paseando en una canoa por un parque de diversiones y en un bosque, repitiéndose este proceso donde aparece él mismo.

## Lista de canciones
Sencillo de siete pulgadas (7")
1. «I'll Fly for You» – 5:10
2. «To Cut a Long Story Short» (Live) – 5:02

Sencillo de doce pulgadas (12")
1. «I'll Fly for You» – 5:10
2. «To Cut a Long Story Short» (Live) – 5:02
3. «I'll Fly for You» (Glide mix) – 7:13

## Listas de popularidad
| Lista (1984–1985)                         | Máxima posición |
| ----------------------------------------- | --------------- |
| Australia (Australian Singles Chart)      | 38              |
| Países Bajos (Dutch Singles Chart)        | 28              |
| Irlanda (Irish Singles Chart)             | 10              |
| Italia (Italian Singles Chart)            | 6               |
| Nueva Zelanda (New Zealand Singles Chart) | 35              |
| Reino Unido (UK Singles Chart)            | 9               |